# Pyknoklin
Pyknoklin er en skilleflade i en vandsøjle betinget af temperatur- og salinitetsændringer. 